# Lomme (Bootstyp)

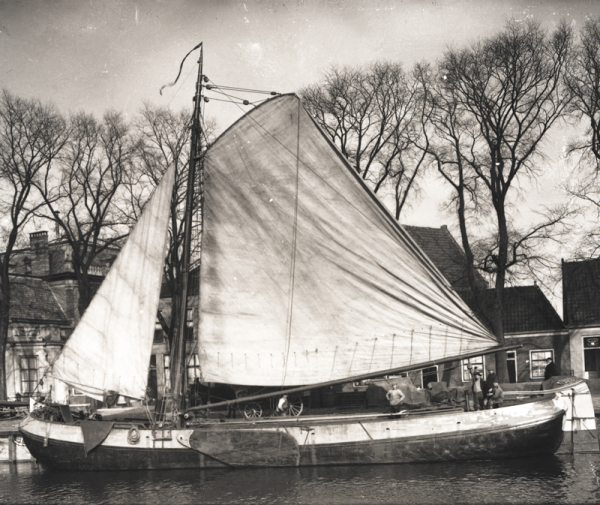
De Bruin, Bauart Lomme

Lommen waren ein bis 1945 auf dem Frischen Haff und in der Weichselmündung in der ehemaligen deutschen Provinz Ostpreußen insbesondere zum Fischen gebräuchlicher Bootstyp von 5 bis 7 m Länge.

## Baumerkmale
Als Lommen wurden aus Holz gebaute Boote bezeichnet, die folgende Merkmale aufwiesen: Lommen hatten keinen Kiel, sondern Bodenplanken auf die Vorder- und Achtersteven mit leichter Neigung aufgesetzt wurden. Dadurch waren sie gut für den Gebrauch in flachen Gewässern geeignet. Der Rumpf der Lommen bestand auf beiden Seiten aus jeweils drei bis vier breiten, starken Planken, die dachziegelartig in Klinkerbauweise übereinandergelegt wurden. Die obere Bordwand deckte ein Dollbord ab, auf dem sich auf beiden Seiten zwei paar Dollen befanden.
Das charakteristische dieses Bootstyps war, dass die Vor- und Achtersteven nur von vorne sichtbar waren, da sie von den Rumpfplanken von den Seiten her eingefasst wurden.
Ein dreiteiliges abnehmbares Ruderblatt wurde zum Steuern verwendet.
Lommen wurden gerudert und gesegelt. Sie führten einen oder zwei Masten mit Sprietsegeln. Gelegentlich wurde statt des Vormastes mit einem kleinen Sprietsegel auch ein Dreiecksegel als Fock genutzt. Masten und Segel wurden nach Bedarf gesetzt oder umgelegt. Gegen die Abdrift beim Segeln diente ein Seitenschwert. Das Schwert war ein Brett bis zu einer Länge von ca. 2,2 m, das, am Mast durch ein Tau oder Stahlseil gehalten, auf der Leeseite, d. h. der dem Wind abgekehrten Seite, über Bord gehängt wurde. In jüngerer Zeit wurde das Seitenschwert durch ein Steckschwert verdrängt, das in der Mitte des Bootes unmittelbar hinter dem Mast in einem Schwertkasten steckte.
Außerdem gab es Frachtsegler unter der gleichen Bezeichnung. Es waren sehr völlige Schiffe mit einem Verhältnis Länge:Breite von 2,71. Die Länge betrug ca. 15 m. Etwa 70 – 80 t Ladung konnten sie transportieren. Sogenannte Lommenyachten waren mit einem Mast getakelt. Größere Lommen, Schonerlommen, wurden mit zwei Masten getakelt, einem Großmast und einem kleineren Besanmast, an denen Gaffelsegel geführt wurden. Ihr Fahrtgebiet war hauptsächlich das Frische Haff, einige Lommen gelangten bis Gotland, Bornholm und Rügen. Außerdem wurden sie zur Steinfischerei in der Ostsee genutzt.
Gebaut wurden Lommen in Tolkemit am Frischen Haff, u. a. auf der Werft Modersitzki, die nach 1945 nach Maasholm an der Schlei umsiedelte.
Mit dem Ende des Krieges 1945 hat dieser Bootstyp, die Fischereilommen und die Frachtlommen, praktisch aufgehört zu existieren.

## Typen
Unterschieden wurden folgende für die Fischerei benutzte Typen:

### Hafflommen
Die Hafflommen waren ca. 6,30–6,90 m lang und hatten zum Abwehren der kurzen steilen Haffwellen einen Schälbord, einen Aufsatz auf dem Dollbord. Sie wurden zur Stellnetzfischerei im Haff eingesetzt. Die Besatzung bestand aus 3–4 Männern.

### Seelommen
Die Seelommen waren ca. 6,00–6,30 m lang. Sie wurden zur Treib-, Stellnetz- und Angelfischerei auf Dorsch, Flunder und Lachs vom Strand aus in der Ostsee eingesetzt. Mit Rudern und Staken wurden die Seelommen vom Strand durch die Brandung gebracht. Erst dann wurde das Ruderblatt eingehängt und Masten und Segel gesetzt. Die Fischereigemeinschaft, die das Boot gemeinschaftlich nutzte, bestand in der Regel aus 2–3 Männern.

### Sicken
Ein dritter Typ waren die kleineren Sicken.